# Synagogue de Tarnowskie Góry (1864-1939)

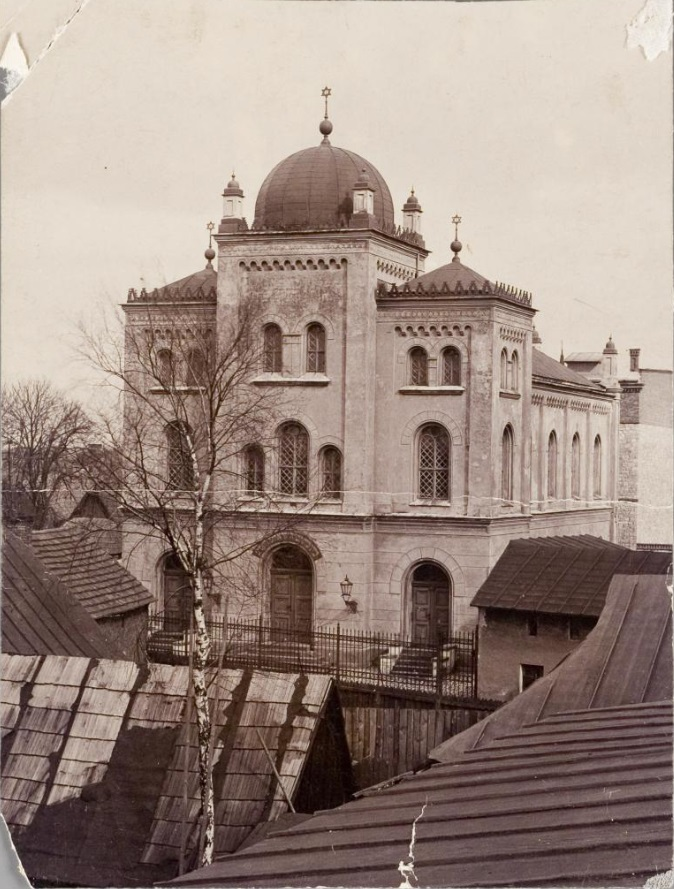
Photo de la synagogue vers 1904

La synagogue de Tarnowskie Góry ou synagogue de Tarnowitz est la synagogue de Tarnowskie Góry inaugurée en 1864 et incendiée par les Allemands en 1939 pendant la Seconde Guerre mondiale. L'ancienne place du marché, au croisement des rues Teofil Królik et Jana Szymała où elle était située a été renommée place de la synagogue. 
Tarnowskie Góry est une ville de Pologne, située dans la région de Silésie. La ville fait partie du royaume de Prusse puis du Reich allemand sous le nom de Tarnowitz jusqu'en 1922, date à laquelle elle est rattachée à la Pologne à la suite du plébiscite de Haute-Silésie.  

## Histoire de la synagogue

### Construction de la synagogue
L’idée de construire une nouvelle synagogue nait dans les années 1860, lorsque la population de la communauté juive de Tarnowitz commence à croître rapidement. En novembre 1862, l'autorisation pour sa construction est reçue des autorités du district d'Oppeln (maintenant Opole). En août 1863, l'architecte Constantin von Koschützky achève la conception architecturale du bâtiment, et le 4 septembre le projet est approuvé par les autorités d'Oppeln. La même année, la construction de la nouvelle synagogue commence sur le site de la première synagogue de Tarnowskie Góry, établie très probablement en 1815, dans la maison du forgeron Kolonka. Les travaux de la nouvelle synagogue sont supervisés par Pollack, un entrepreneur de la ville. L'inauguration de la synagogue se déroule le 1er septembre 1864.

### Destruction de la synagogue
Pendant la Seconde Guerre mondiale en 1939, les nazis incendient la synagogue. Début 1943, ses ruines sont définitivement enlevées afin d'élargir la rue. Après la fin de la guerre, le bâtiment de la synagogue n’est pas reconstruit. Seuls les arbres qui marquent l'emplacement du bâtiment ont survécu.
La synagogue en ruine avant son arasement

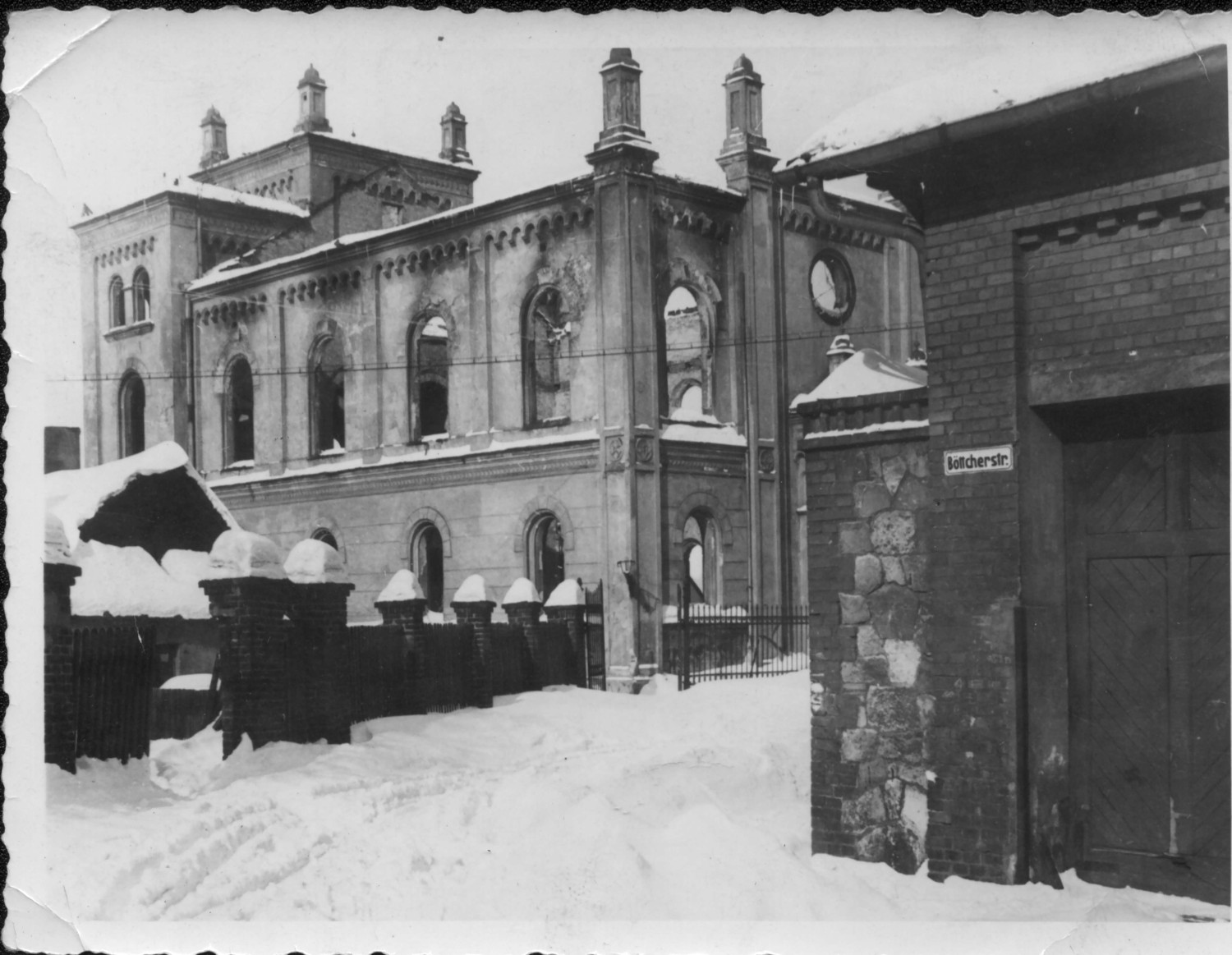
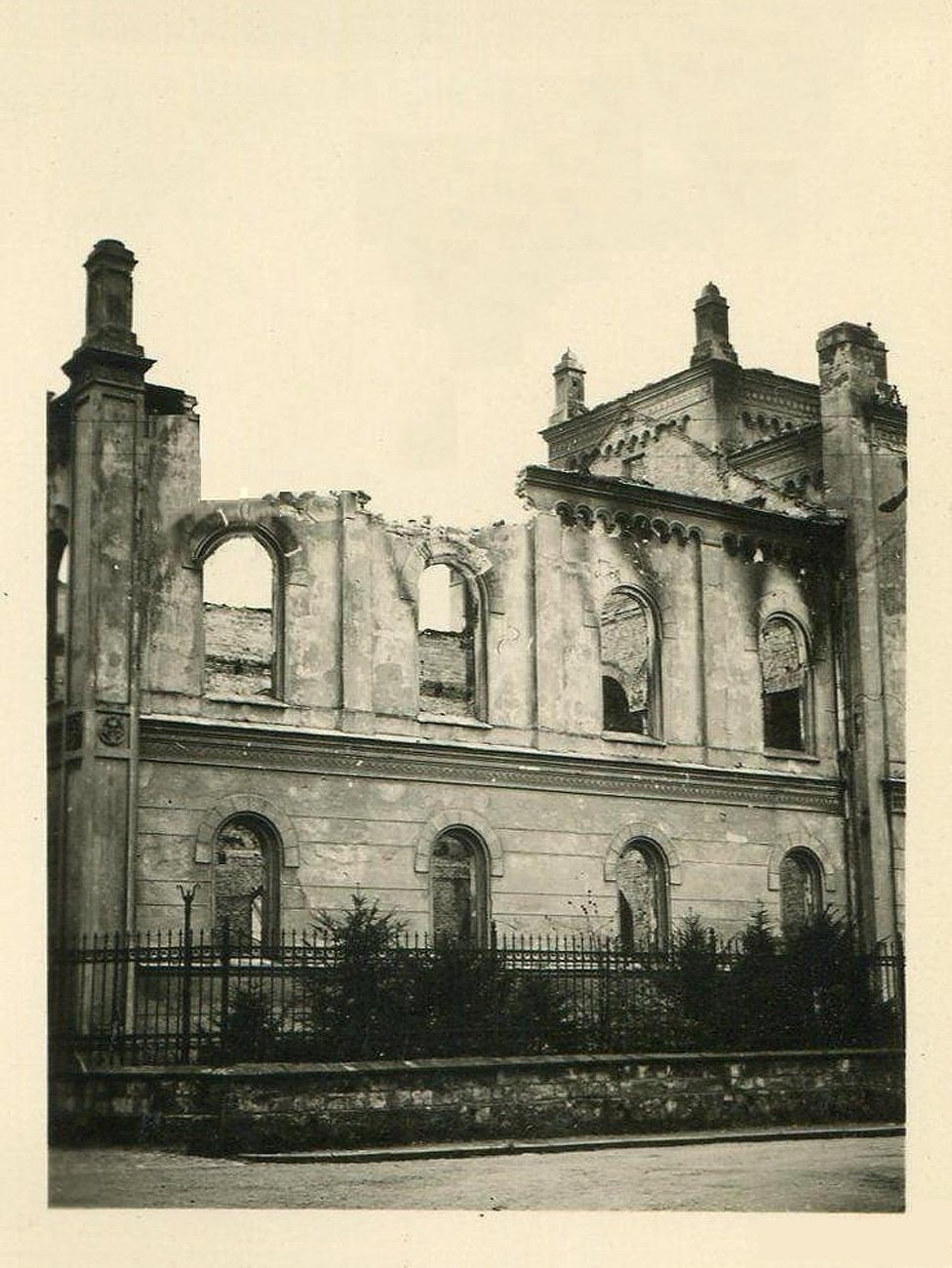

### Mémorial et fouilles du site

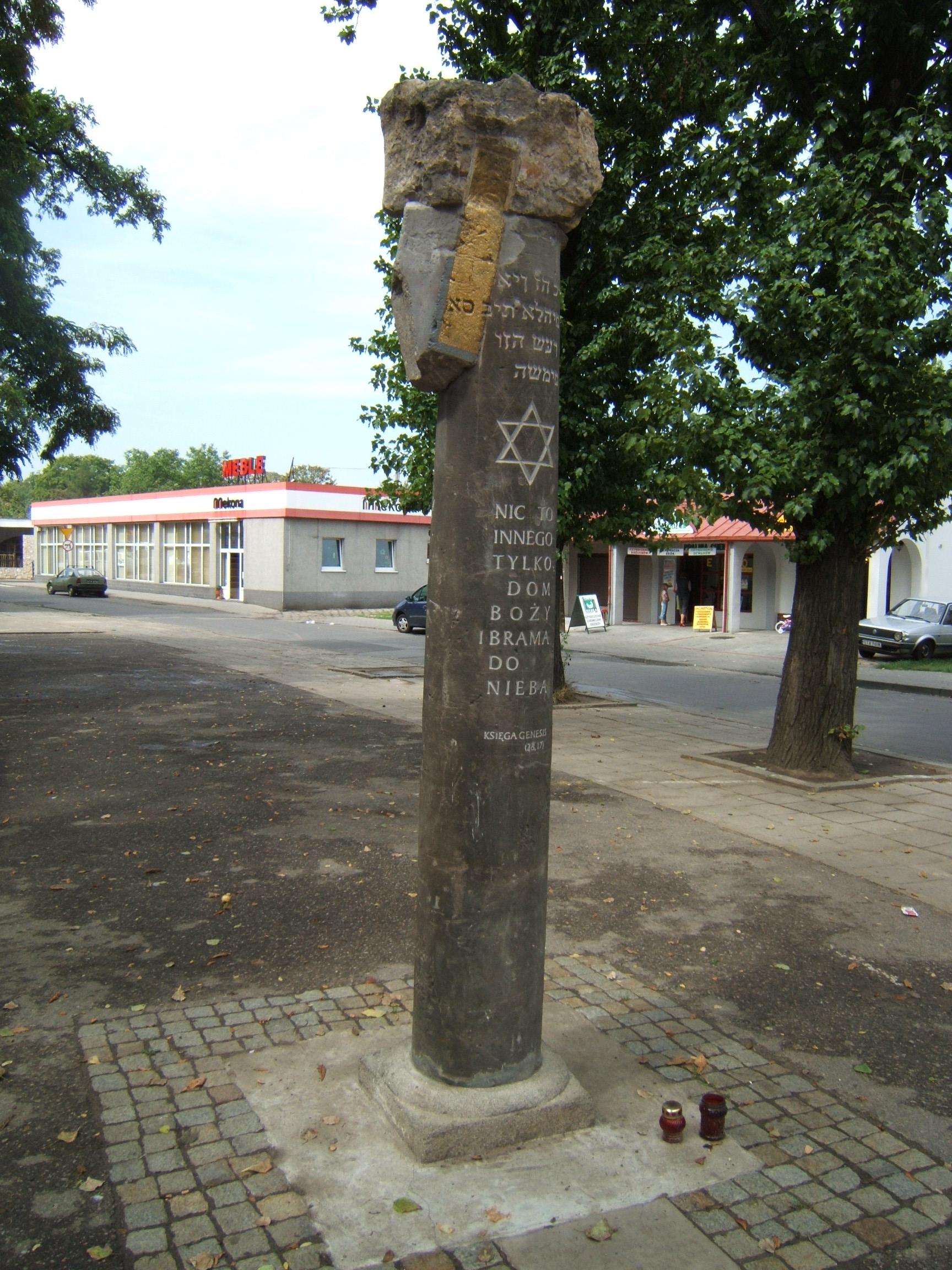
Mémorial de la synagogue détruite

Le 19 novembre 2006, sur la place où se trouvait la synagogue, un monument en forme de colonnes est inauguré, financé par la Tarnogórska Fundacja Kultury i Sztuki (Fondation de Tarnowskie Góry pour la culture et l'art) dans le cadre du programme « Les habitants de Tarnowskie Góry pour la mémoire ». Les auteurs du projet sont Artur Lubos et Krzysztof Mazik. Une étoile de David ainsi que la citation de la Genèse (28:17) en polonais et en hébreu : « C’est ici la maison de Dieu, c’est ici la porte des cieux ! » sont gravées dans la pierre par Rafał Trybus. Devant l'obélisque se trouve une plaque incrustée dans le sol avec le texte suivant en polonais : 
« À cet endroit, de 1864 à 1939, se trouvait une synagogue détruite par les nazis
Les habitants de Tarnowskie pour la mémoire – 2006 »
Le coût de la construction du monument est couvert par une collecte communautaire et par des subventions de la mairie, du bureau du district et du bureau du maréchal de la voïvodie de Silésie. En 2007, le contour des fondations de la synagogue est représenté avec des pavés et le soir, les contours de l'ombre de la synagogue qui n'existe plus sont projetés sur le bâtiment voisin par un réflecteur spécial acheté par la Fondation de Tarnowskie Góry pour la culture et l'art, grâce à une subvention de la Fondation Stefan-Batory et de la Fondation Ford dans le cadre du programme « Pour la tolérance »  

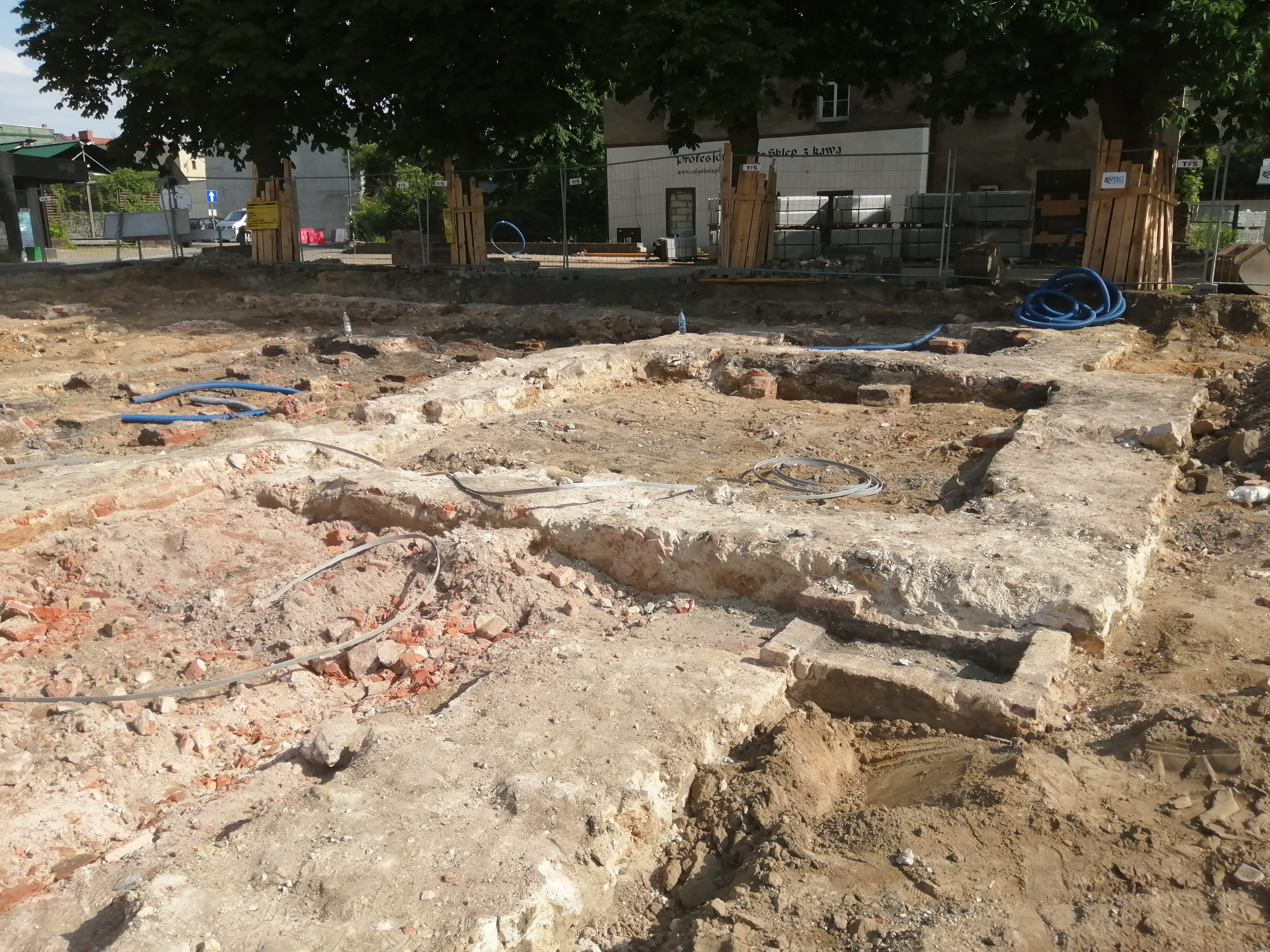
Les fouilles réalisées en 2021

En 2021, lors de travaux de rénovation effectués sur la place de l'ancienne synagogue, des fondations en brique bien conservées du bâtiment et les vestiges d'une chaufferie ont été découverts. Par décision du conservateur provincial des monuments de Silésie, la rénovation est suspendue et des recherches archéologiques sont ordonnées,. Au cours de fouilles approfondies, l'ancienne chaufferie est dégagée des décombres, révélant des objets tels que des fragments de lampes métalliques, des poignées de porte avec serrures, des fragments de verre, du stuc de façade et des tuiles, des éléments d'un four et une plaque avec le nom de la rue Obergasse. Des vestiges des murs de fondation de la synagogue de la première moitié du XIXe siècle sont également mis à jour.
Les objets récoltés lors des fouilles sont déposés au musée de Tarnowskie Góry:
« Aujourd'hui, nous avons organisé le transport des objets trouvés lors des recherches archéologiques sur la place de la synagogue vers le musée de Tarnowskie Góry. Les objets ont été remis au musée de Tarnowskie Góry en tant que dépôt temporaire par l'archéologue qui supervise les recherches en cours. Selon toute probabilité, ils y resteront de manière permanente et seront intégrés à la collection de l'institution, et certains d'entre eux feront éventuellement l'objet d'une exposition permanente. Aujourd'hui, avec la participation du personnel du musée, elles ont été mises en sécurité et resteront dans cet état jusqu'à ce qu'une décision finale soit prise par le conservateur provincial des monuments de Silésie. »
En 2023, la place du marché de Tarnowskie Góry devient officiellement la place de la Synagogue. Située au croisement des rues Królika et Szymała, la décision du changement de nom a été prise par le conseil municipal après avis du comité de dénomination des rues.

## Architecture de la synagogue
La synagogue en brique est construite en style mauresque sur un plan rectangulaire avec la partie avant légèrement plus large que le corps principal du côté ouest. À l'intérieur, dans la partie est du bâtiment, se trouve la salle de prière principale, entourée sur trois côtés de galeries pour les femmes. Dans la partie ouest, se situe le vestibule.
La façade de la synagogue avec sa division tripartite et sa partie centrale plus haute et plus large rappelle dans une certaine mesure la synagogue de la Tempelgasse de Vienne conçue par Ludwig Förster. La partie centrale en forme de pseudo-tour, avec à son  sommet des pinacles à ses quatre coins, est surmontée d'un dôme. La partie avant de la synagogue est entourée d'un parapet faîtier.
Le mur oriental, surmonté d'une corniche couronnée, fait également référence de manière simplifiée à la façade de la synagogue viennoise, dont la partie centrale est légèrement surélevée. Dans les coins se trouvent de minces pinacles surmontés de dômes. Centrée et adjacent au mur se trouve une petite abside rectangulaire, qui ressemble dans une certaine mesure au décor de l'Aron Kodesh (Arche Sainte) de la synagogue de Gorzów Wielkopolski, inaugurée en 1854, ou de celui d'Ostrów Wielkopolski, inaugurée en 1860. Au-dessus de l'abside se trouve un oculus ainsi que deux fenêtres à arc en plein cintre sur les deux côtés de la façade.
Les façades latérales, également surmontées d'une corniche de couronnement, comportent huit fenêtres à arc en plein cintre, quatre au premier étage, séparées par des pseudopilastres et quatre au rez-de-chaussée. Le bâtiment est recouvert d'un toit en croupe.

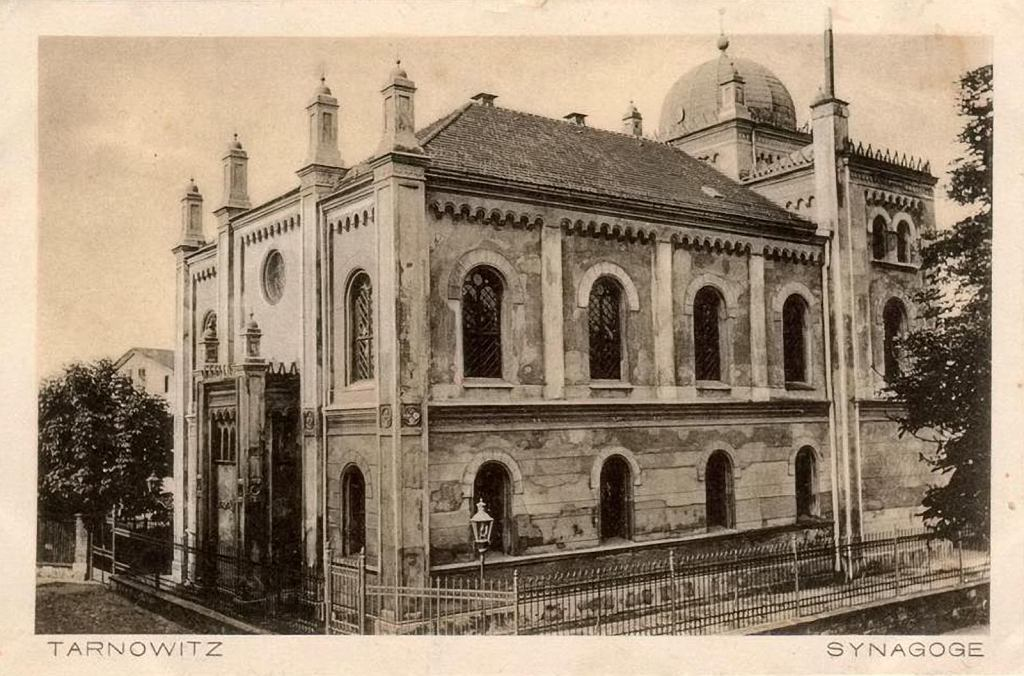
Vue arrière et latérale
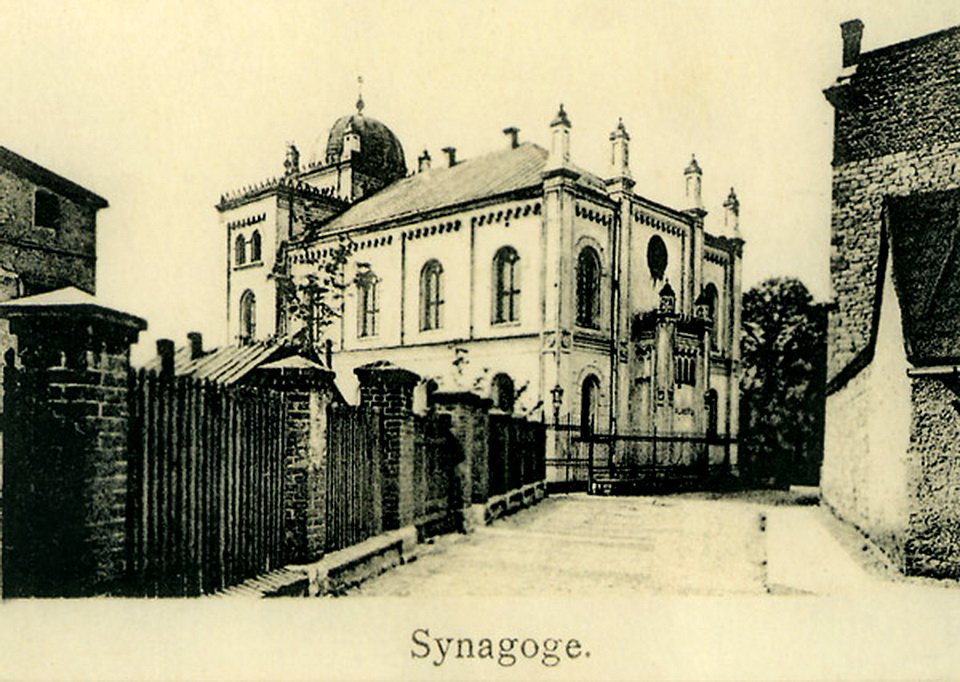
Vue arrière
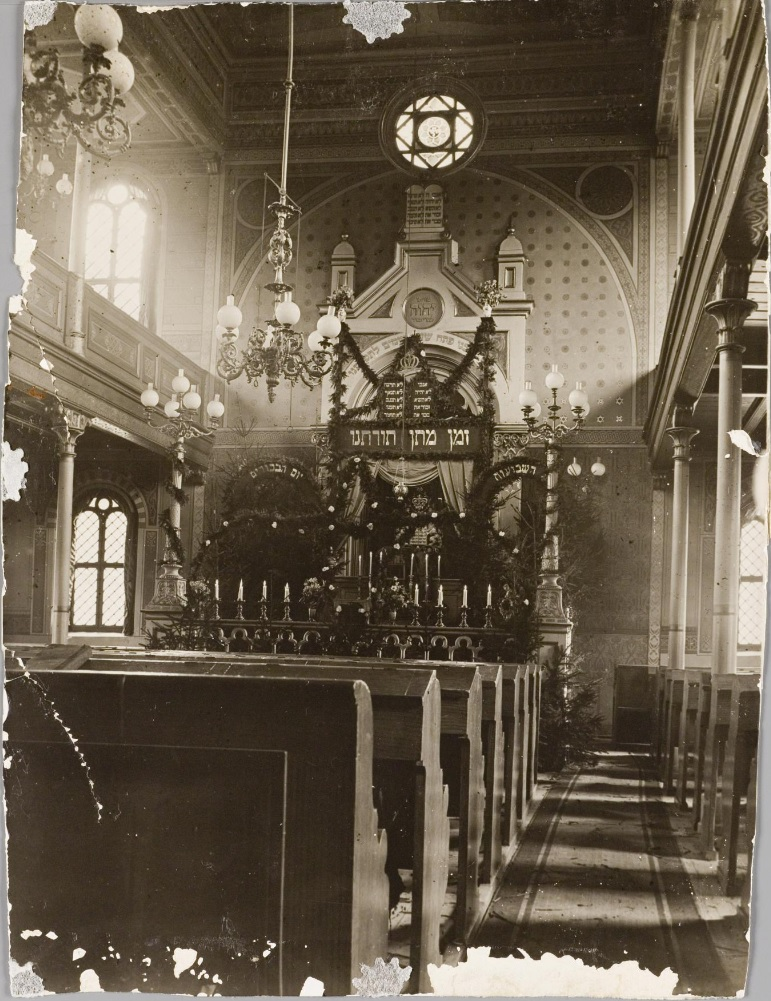
Intérieur de la synagogue vers 1904